# Gaya atiquipana
Gaya atiquipana är en malvaväxtart som beskrevs av A. Krapovickas. Gaya atiquipana ingår i släktet Gaya och familjen malvaväxter. Inga underarter finns listade i Catalogue of Life.